# 西颐小学
北京市海淀区西颐小学，简称西颐小学，是中国北京市海淀区的一所小学，成立于1959年，前身是“国务院外国专家局子弟小学”，1973年随北京友谊宾馆一并划归至市级单位，之后西颐小学改由海淀区教委接管。该校为北京海淀首批“戏剧教育基地校”之一。2023年6月，该校加入中关村三小教育集团。